# Suisse aux Jeux olympiques d'été de 1968
La Suisse participe aux Jeux olympiques d'été de 1968 à Mexico, au Mexique. Elle y remporte cinq médailles : une d'argent et quatre de bronze, se classant à la 33e place au tableau des médailles. Le cavalier Henri Chammartin est le porte-drapeau d'une délégation suisse comptant 85 sportifs (81 hommes et 4 femmes).

## Médailles
| Médaille                            | Nom                                                                 | Sport      | Compétition                         |
| ----------------------------------- | ------------------------------------------------------------------- | ---------- | ----------------------------------- |
| Médaille d'argent, Jeux olympiques  | Bernard Dunand Louis Noverraz Marcel Stern                          | Voile      | 5,5 mètres JI                       |
| Médaille de bronze, Jeux olympiques | Peter Bolliger Gottlieb Fröhlich Jakob Grob Denis Oswald Hugo Waser | Aviron     | Quatre barré                        |
| Médaille de bronze, Jeux olympiques | Xaver Kurmann                                                       | Cyclisme   | Poursuite individuelle hommes       |
| Médaille de bronze, Jeux olympiques | Henri Chammartin Gustav Fischer Marianne Gossweiler                 | Équitation | Dressage par équipe                 |
| Médaille de bronze, Jeux olympiques | Kurt Müller                                                         | Tir        | 300 mètres carabine trois positions |